# Ken Laszlo
Ken Laszlo, artiestennaam van Gianni Coraini (Florence, 1954), is een Italiaanse zanger bekend uit de jaren tachtig en maakt hits van het genre Italodisco.
Veel van Laszlo's nummers verschijnen onder zijn eigen naam, maar ook onder pseudoniemen als Ric Fellini, DJ NRG en Ricky Maltese. 
Het nummer "Tonight" stond in 1986 zeven weken in de top 40.
- Biblioteca Nacional de España: XX1584760
- Bibliothèque nationale de France: cb141967600 (data)
- Gemeinsame Normdatei: 134440293
- International Standard Name Identifier: 0000 0001 1881 8204
- Library of Congress Control Number: no2021043129
- MusicBrainz: 7c3cab27-2ce0-4087-bb95-30bac716c651
- Virtual International Authority File: 79623933